# Fauna (настільна гра)
Fauna — це настільна гра-вікторина та навчальна гра, присвячена тваринам. Гра, створена Фрідеманном Фрізе, була видана у 2008 році видавництвом HUCH! & friends. У 2009 році гра була номінована на Spiel des Jahres .

## Ігровий процес
Гравцям представляють тварину з її назвою та зображенням. Завдання гравців — оцінити, в якому регіоні мешкає ця тварина, а також визначити її вагу, довжину тіла, довжину хвоста або швидкість. Гравці по черзі розміщують свої фішки на відповідних полях ігрового поля, де вказані можливі значення. Кожен варіант оцінки може бути обраний лише один раз, тому гравці, які зволікають, змушені вибирати менш точні значення, щоб отримати очки. Якщо оцінка виявляється надто далекою від правильного значення, фішка гравця вилучається з гри на один раунд, що обмежує його можливості в наступному раунді .

## Компоненти гри
До складу гри входять:
- Ігрове поле з картою світу та зонами для оцінок,
- 180 карт, кожна з яких містить інформацію про двох тварин,
- Маленька коробка для карт,
- 42 фішки для оцінок у 6 кольорах,
- 30 фішок для підрахунку,
- Фігурка лева для позначення першого гравця,
- Довідковий буклет із інформацією про всіх тварин у грі,
- Інструкція до гри.

## Сприйняття
У 2009 році гра була номінована на Spiel des Jahres . Того ж року гра посіла 10 місце в Deutscher Spielepreis, підтвердивши свою популярність серед гравців. У 2010 році Fauna отримала нагороду Juego del Año в Іспанії. Крім того, гра була номінована на Årets Spill у категорії вікторин у 2010 році в Норвегії, а в 2023 році здобула звання найкращої сімейної гри Årets Spel у Швеції .